# Slyne Head Islands SAC
Slyne Head Islands SAC este o arie protejată (arie specială de conservare — SAC, sit de importanță comunitară — SCI) din Irlanda întinsă pe o suprafață de 2.355,13 ha, integral pe uscat.

## Localizare
Centrul sitului Slyne Head Islands SAC este situat la coordonatele 53°25′31″N 10°11′44″W / 53.425221°N 10.195513°V.

## Înființare
Situl Slyne Head Islands SAC a fost declarat sit de importanță comunitară în ianuarie 2002 pentru a proteja 5 specii de animale. Situl a fost protejat și ca arie specială de conservare în iunie 2019.

## Biodiversitate
Situată în ecoregiunea atlantică, aria protejată conține 1 habitat natural: Recifuri.
La baza desemnării sitului se află mai multe specii protejate:
- păsări (3): Hydrobates pelagicus, Puffinus puffinus, Sterna paradisaea
- mamifere (2): Halichoerus grypus, delfin mare (Tursiops truncatus)

Pe lângă speciile protejate, pe teritoriul sitului au mai fost identificate 4 specii de păsări, 9 specii de nevertebrate.